# Jerusha Jhirad
Jerusha Jhirad (Shimoga, 21 marzo 1891 – 2 giugno 1984) è stata una ginecologa e ostetrica indiana, membro fondatore della Federation of Obstetric and Gynaecological Societies of India.

## Primi anni e formazione
Nata a Shimoga nel 1891, ha frequentato la scuola superiore a Pune, per poi diplomarsi in Medicina e Chirurgia al Grant Medical College di Bombay nel 1912. È stata la prima donna a ricevere dal governo indiano una borsa di studio per studiare all'estero. Conseguì un dottorato nel 1919 in Ostetricia e Malattie femminili. Si è specializzata in Ostetricia e Ginecologia, lavorando all'ospedale Elizabeth Garrett Anderson a Londra nel 1917 e all'ospedale di maternità di Birmingham nel 1918, per poi tornare in India.

## Carriera
Tornando in India nel 1920, ha lavorato brevemente come ostetrica all'ospedale Lady Hardinge di Delhi. Dal 1920 al 1924 è stata responsabile dell'ospedale di maternità di Bangalore. Dal 1925 al 1928 ha fatto parte dell'équipe dell'ospedale Cama di Bombay, per diventarne responsabile dal 1929 al 1947.
È stata nominata giudice di pace nel 1931. Nel 1937 e nel 1938 ha condotto uno studio statistico sulla mortalità delle donne in gravidanza a Bombay. È stata membro fondatore e presidente della Società di Ostetricia e Ginecologia di Bombay, e presidente della Federazione Indiana delle Società di Ostetricia e Ginecologia (FOGSI). Dal 1947 al 1957 è stata presidente dell'Associazione delle donne medico in India (AMWI). Ha scritto sull'educazione sessuale e sulle strategie per limitare gravidanze non programmate.
È morta in India nel 1984.

## Onorificenze
- Nel 1945 è stata insignita all'Ordine dell'Impero Britannico dal governo britannico.
- Nel 1947 è stata eletta membro del Royal College degli Ostetrici e dei Ginecologi.[4]
- Nel 1966 ha ricevuto il Padma Shri.[5]
- Nel 1994 le è stato intitolato il cratere Jhirad su Venere.[11]